# NGC 691
NGC 691 (również PGC 6793 lub UGC 1305) – galaktyka spiralna (Sbc), znajdująca się w gwiazdozbiorze Barana. Odkrył ją William Herschel 13 listopada 1786 roku.
1 lutego 2005 roku w galaktyce tej zaobserwowano wybuch supernowej SN 2005W.